# Streamline moderne

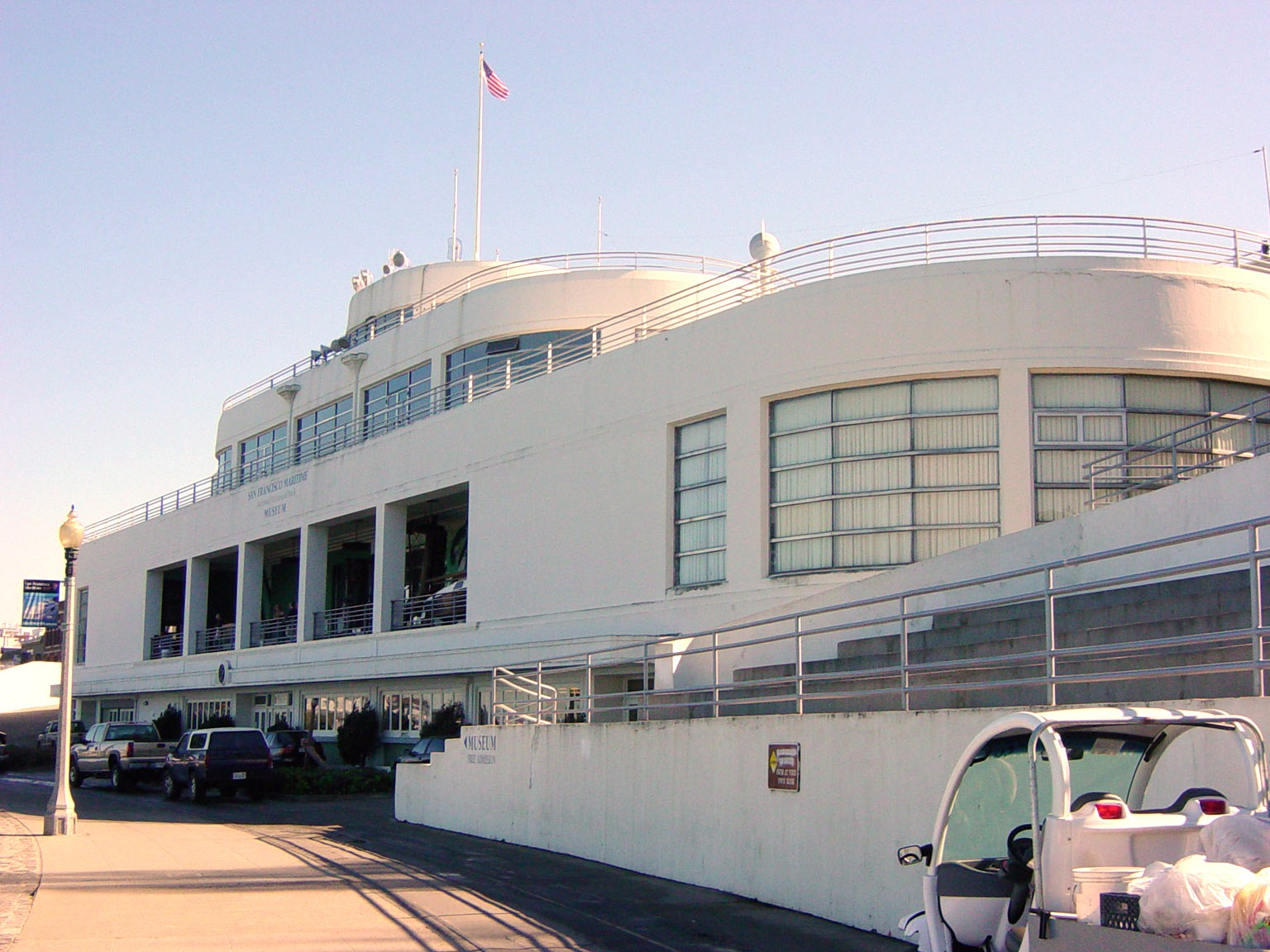
Edificio del Museo Marítimo de San Francisco

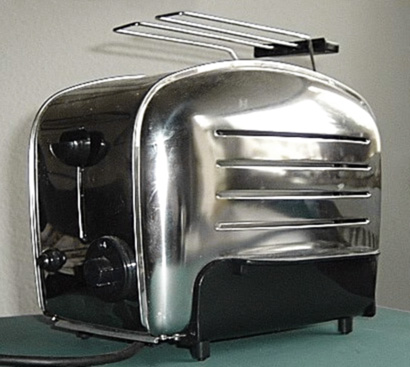
Tostadora de estilo streamline

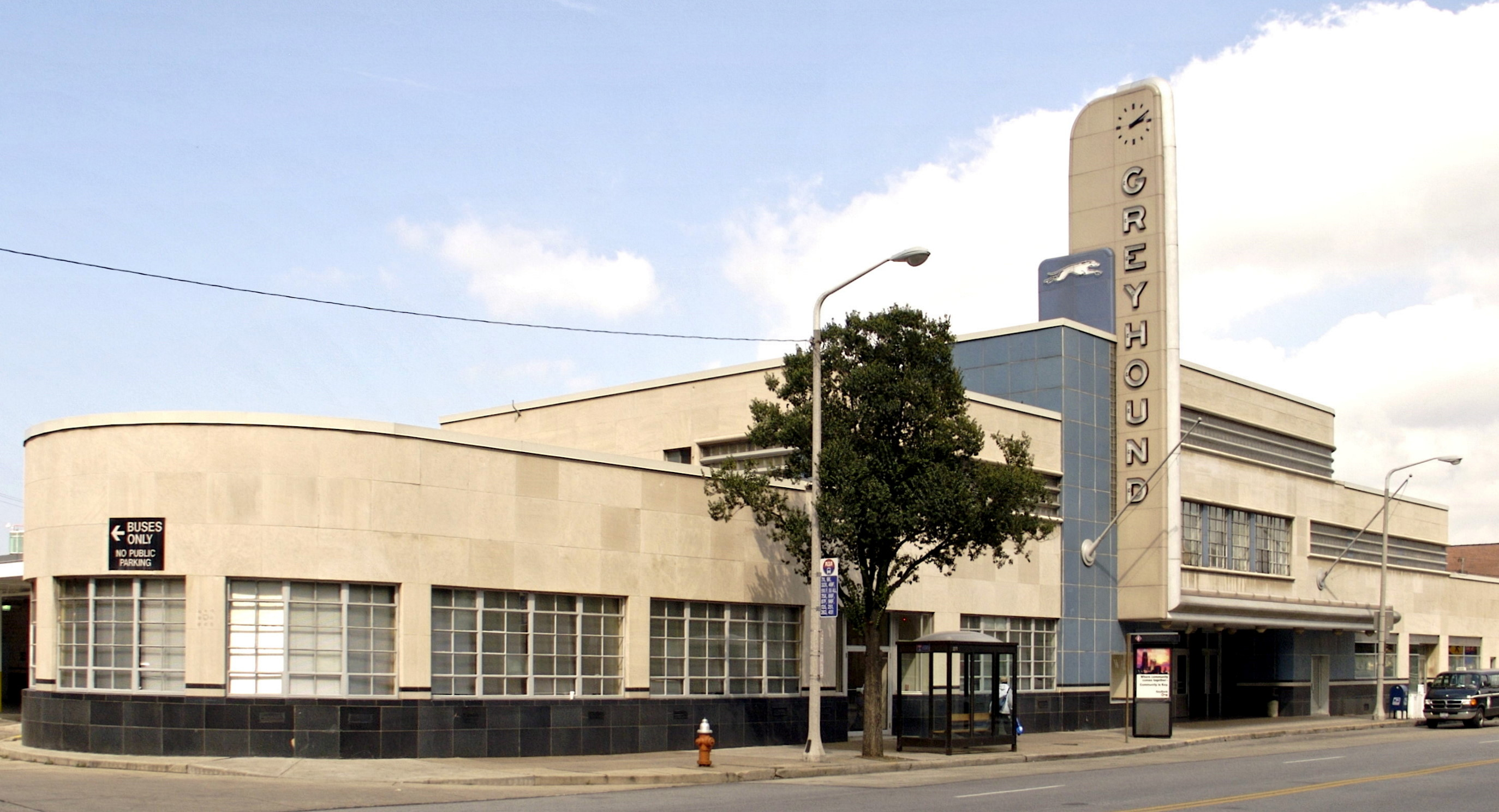
Terminal de ómnibus en Cleveland, Ohio

El streamline moderne, también llamado simplemente streamline o streamlining (en español llamado estilo aerodinámico o aerodinamismo) fue una rama del estilo art decó tardío que tuvo su apogeo en el año 1937 y su influencia se extendió hasta los años 50.  El estilo se caracterizaba por el uso de formas curvas, líneas horizontales largas y a veces elementos náuticos, como barandas y ventanas de portillo.
El estilo aerodinámico surgió en el contexto histórico de la crisis que se produjo en los Estados Unidos debido a la depresión de finales de la década de 1920 y comienzos de 1930. Con el objetivo de captar interés en los consumidores y compradores, se apeló a un cambio formal del estilo predominante en el área de la arquitectura y el diseño. Se propuso un cambio formal acorde al nuevo mundo que estaba surgiendo. El nuevo enfoque tuvo la influencia del futurismo, que glorificaba la velocidad y estaba basado en investigaciones técnico-científicas orientadas a lograr superficies que ofrecieran menor resistencia al avance para aplicaciones ingenieriles. 
Con el paso de la década, surgió en Estados Unidos un nuevo aspecto del art déco, creado por diseñadores industriales que dejaron de lado las ornamentaciones del estilo en favor del concepto de las líneas de corriente. La aerodinámica se aplicó en los más diversos ámbitos del diseño y la arquitectura, desde casas, hoteles, autos y hasta en objetos que no requerían diseño aerodinámico como sacapuntas de lápices. En el área del diseño industrial se popularizó gracias a diseñadores como Norman Bel Geddes. El estilo se extendió tanto en los Estados Unidos que ha llegado a ser considerado como sinónimo de diseño industrial estadounidense de las décadas de 1930 y 1940.
En la arquitectura, el aerodinámico fue el primer estilo en incorporar la luz eléctrica en la estructura arquitectónica. El vestíbulo del Strand Palace Hotel (1930), salvado de la demolición del Victoria and Albert Museum en 1969, marcó uno de los primeros usos de la luz interior del vidrio arquitectónico, y casualmente fue el primer interior de estilo aerodinámico que se conserva en un museo. A pesar de que el estilo se usó principalmente en edificios comerciales, existen algunas viviendas de este estilo. La Casa de Lydecker en Los Ángeles, construida por Howard Lydecker, es un ejemplo de diseño aerodinámico en arquitectura habitacional.
Este estilo se considera una antecesor del estilo arquitectónico Googie, predominante en los años 50 y años 60. 

## Características comunes
- Orientación horizontal
- Bordes redondeados, ventanas esquineras y ladrillos de vidrio
- Ladrillo de vidrio
- Ventanas ojo de buey
- Hierro cromado
- Paredes de superficie lisa, generalmente estuco
- Azoteas lisas con remate
- Ondas o rectas horizontales en las paredes
- Colores apagados: predominio de pinturas color tierra, blanco opaco y beige como base, y colores brillantes u oscuros en las molduras para contrastar

## Ejemplos notables

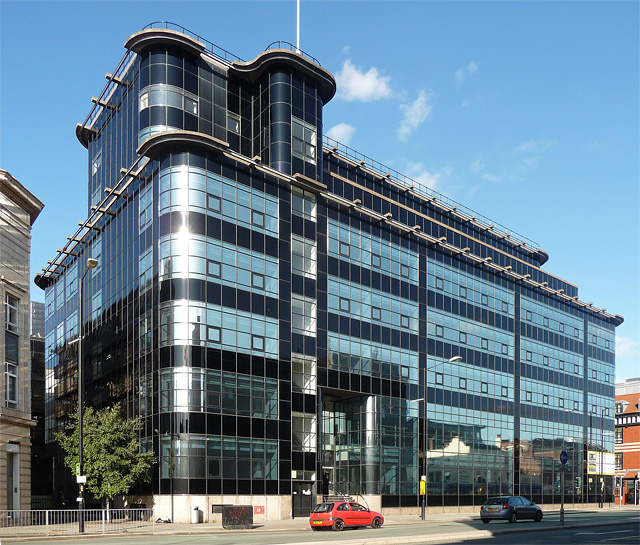
Daily Express Building, en Mánchester, año 1939.
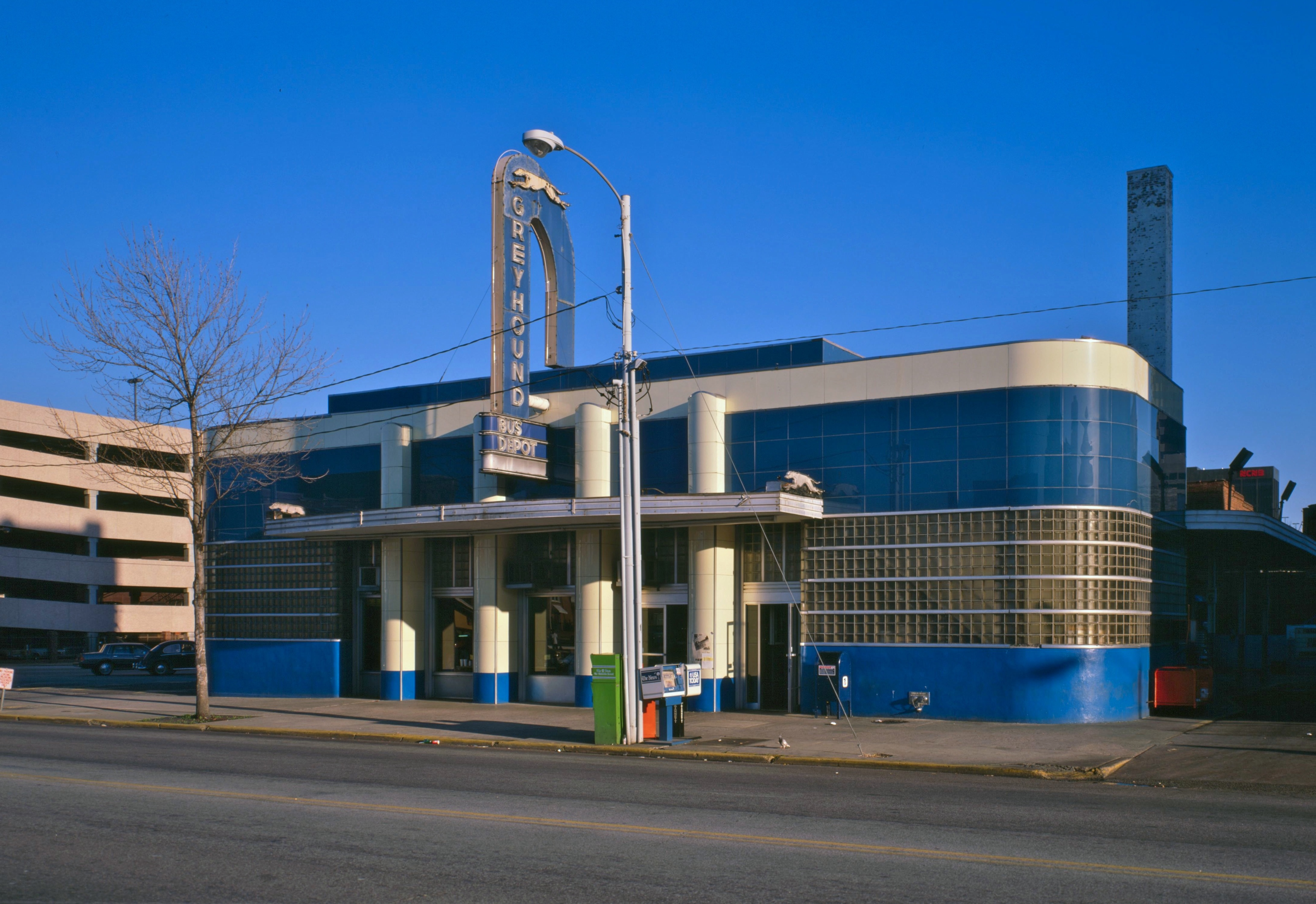
Greyhound Bus Station, Columbia, 1939.
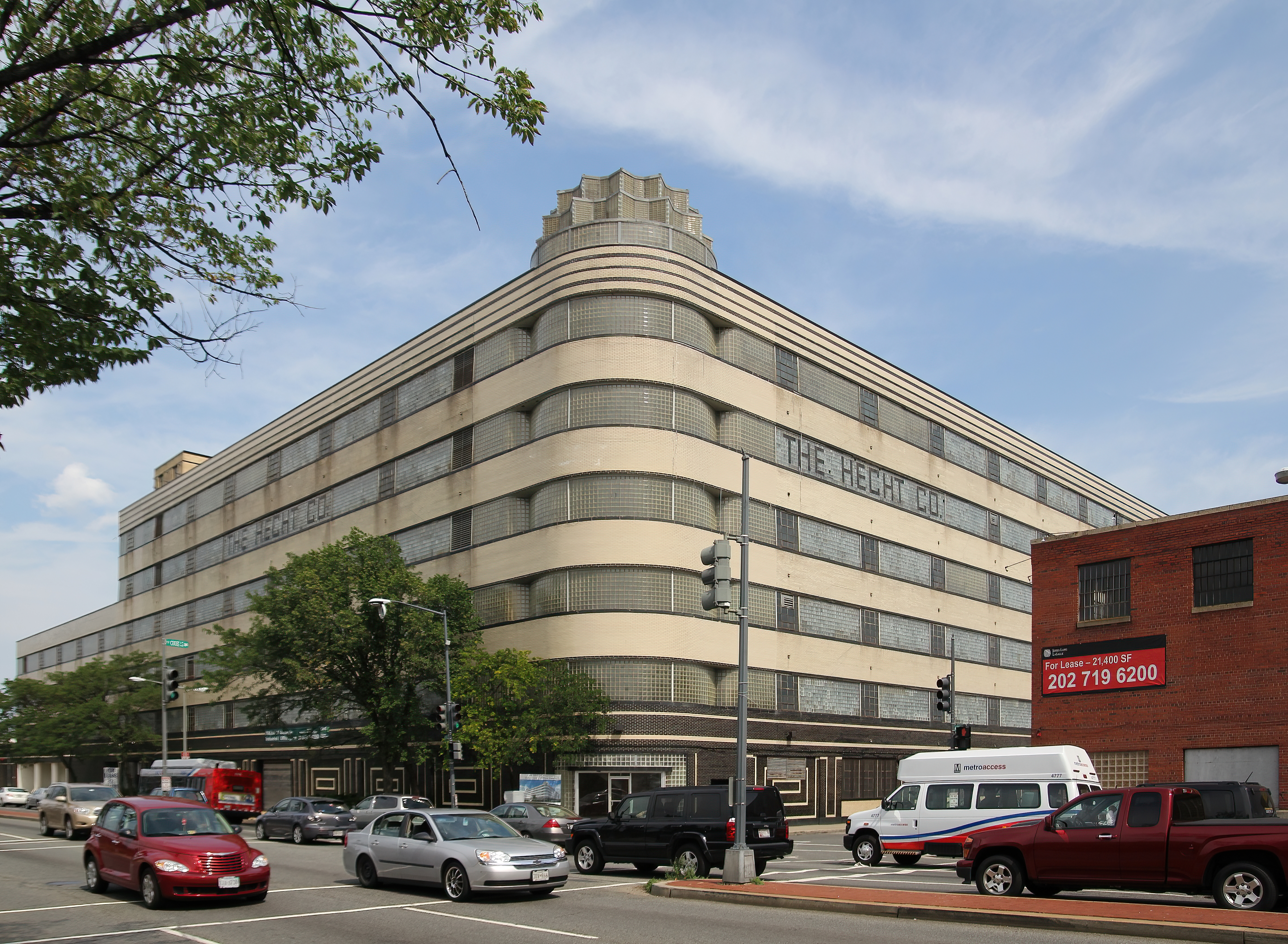
Almacén de la Compañía Hecht, en Washington D.C., año 1937.
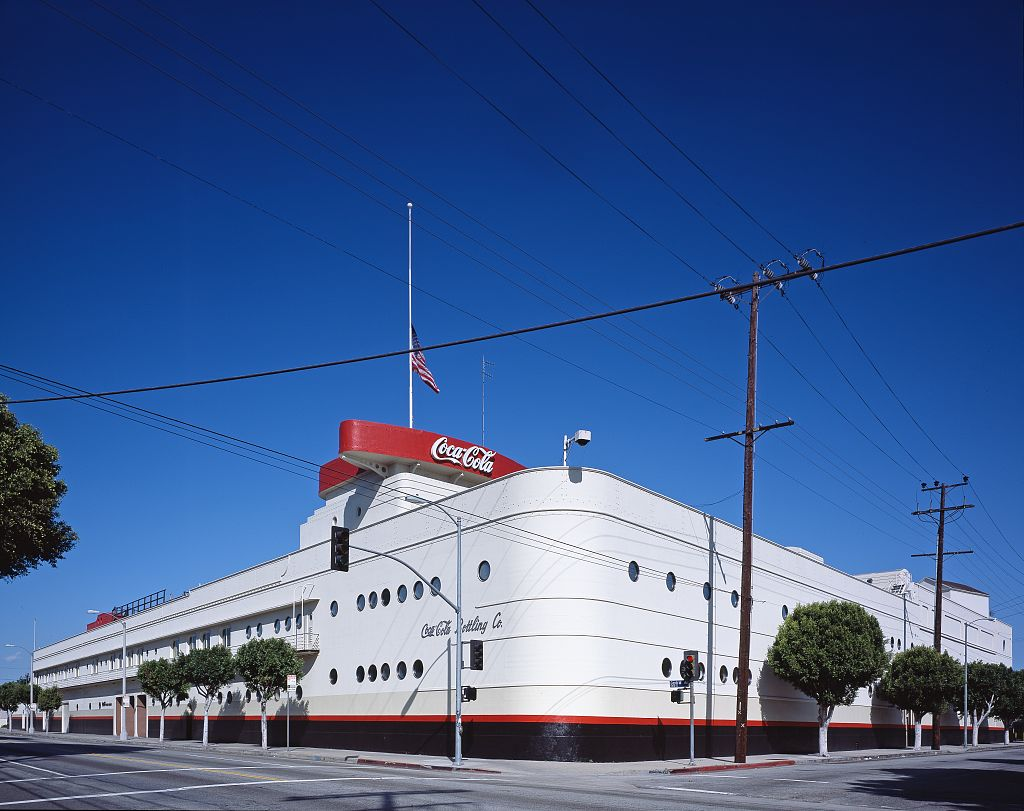
Coca-Cola Building, Los Ángeles, 1936.

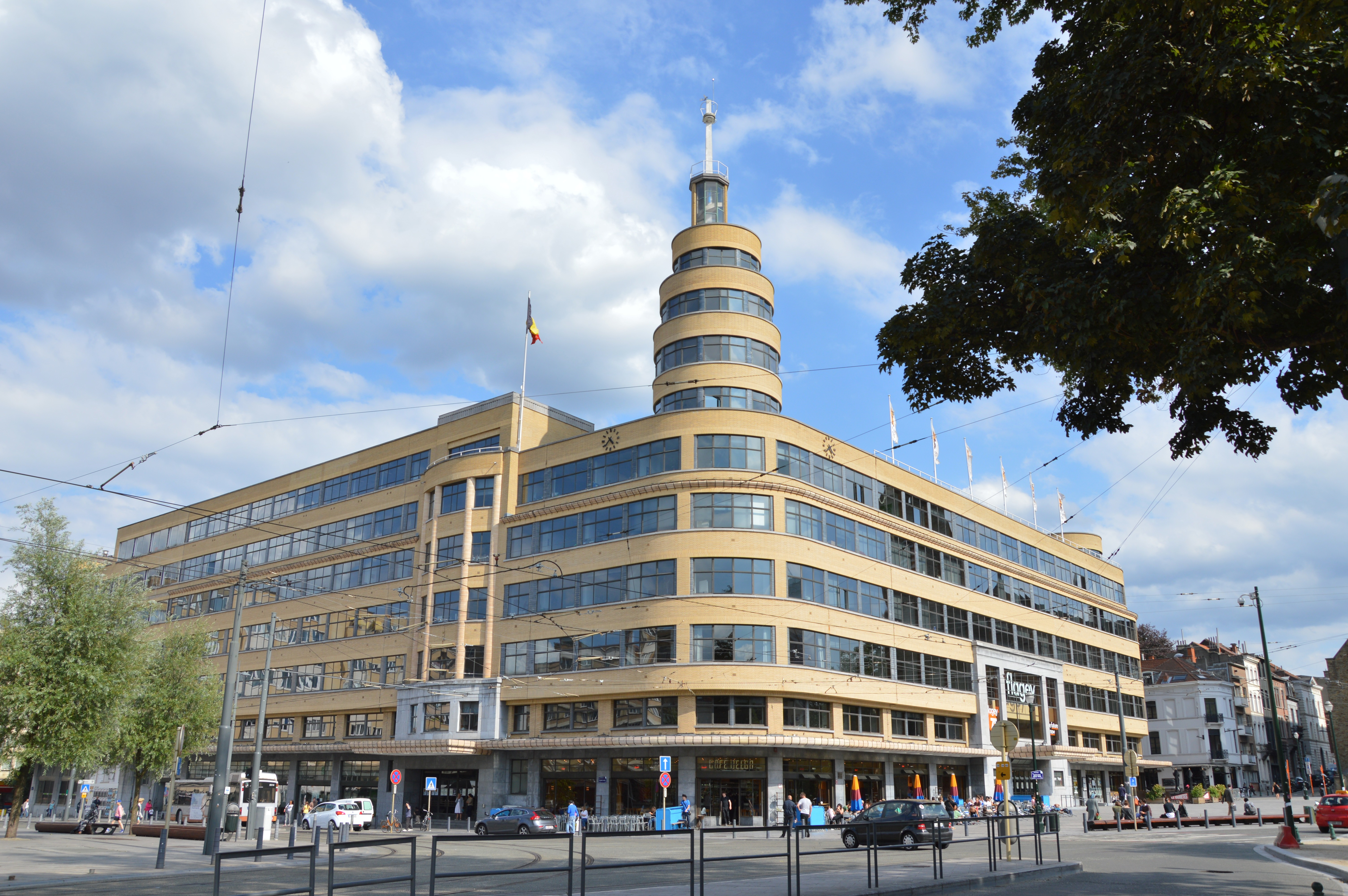
Edificio Flagey, en Bruselas, año 1938.
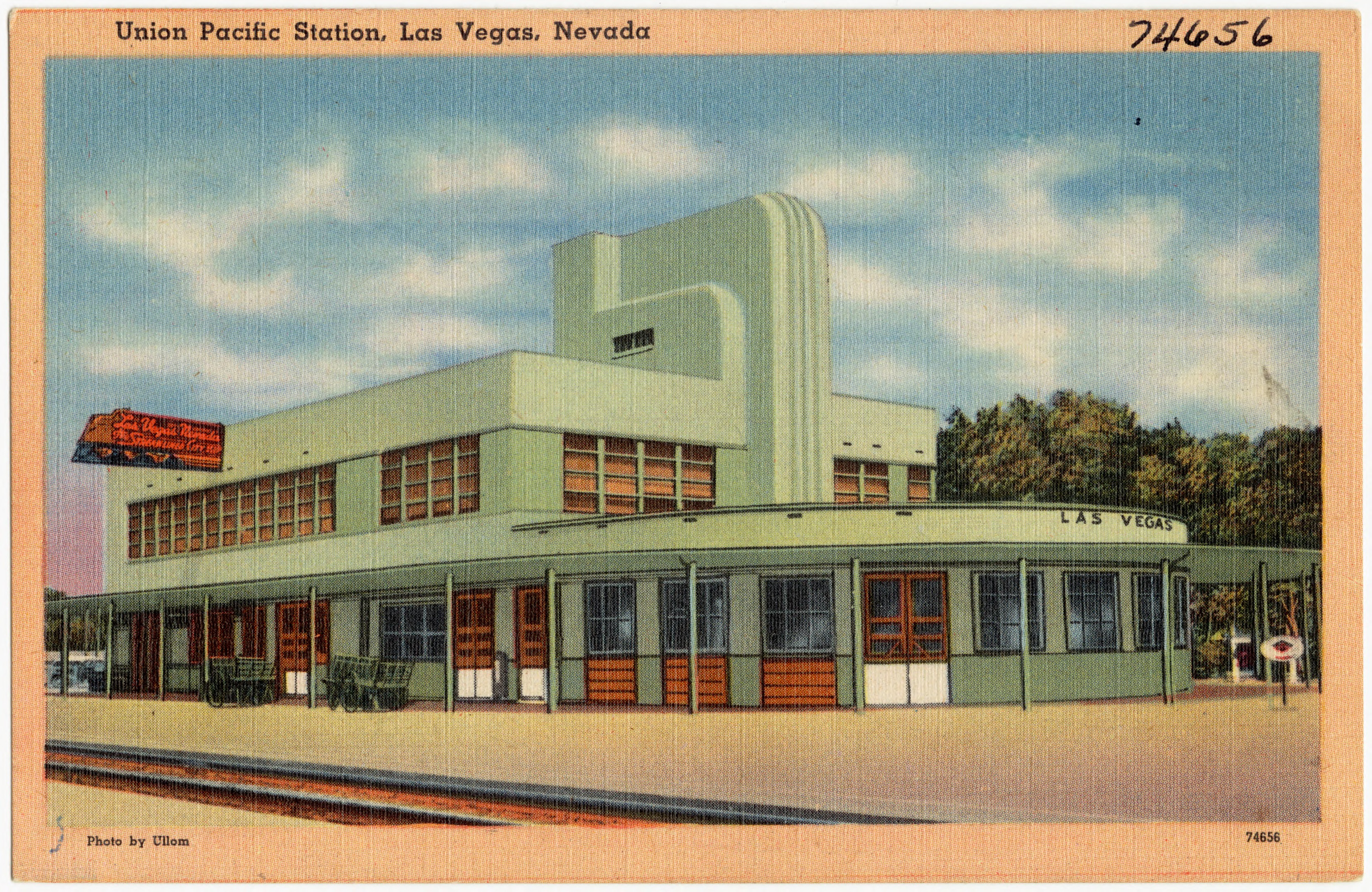
Union Pacific Station, en Las Vegas, mediados de la década de 1930.
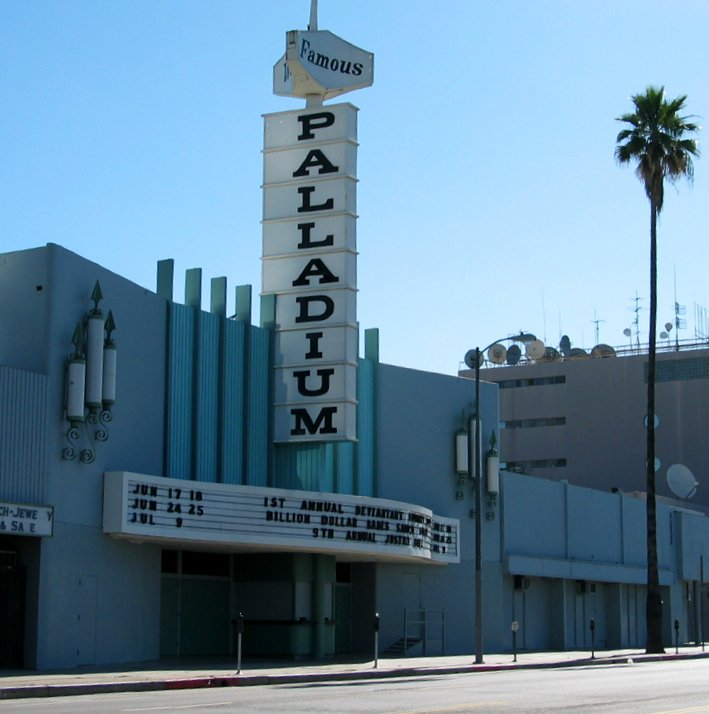
El Hollywood Palladium, año 1940.
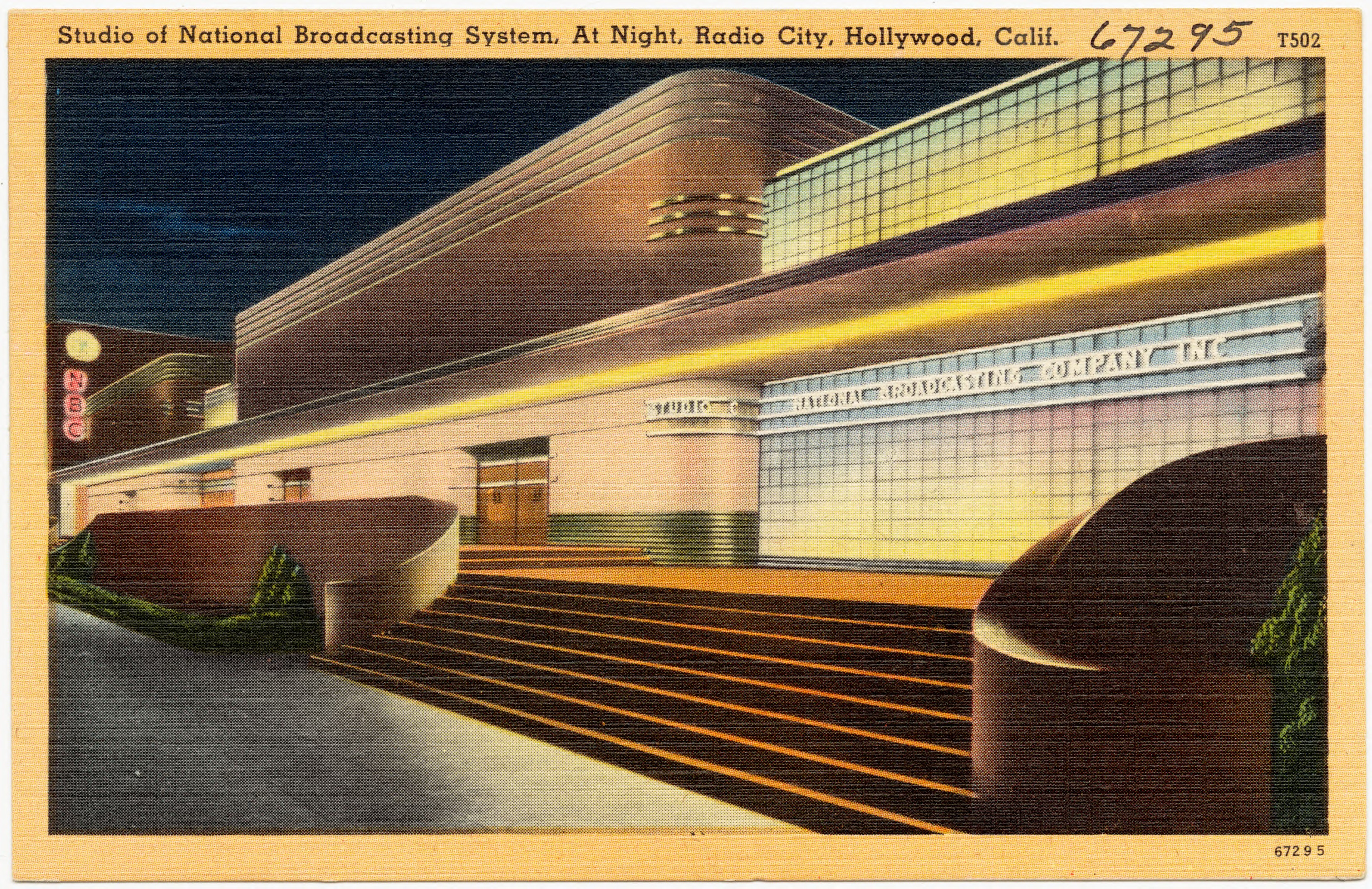
NBC Hollywood Studios, año 1938.

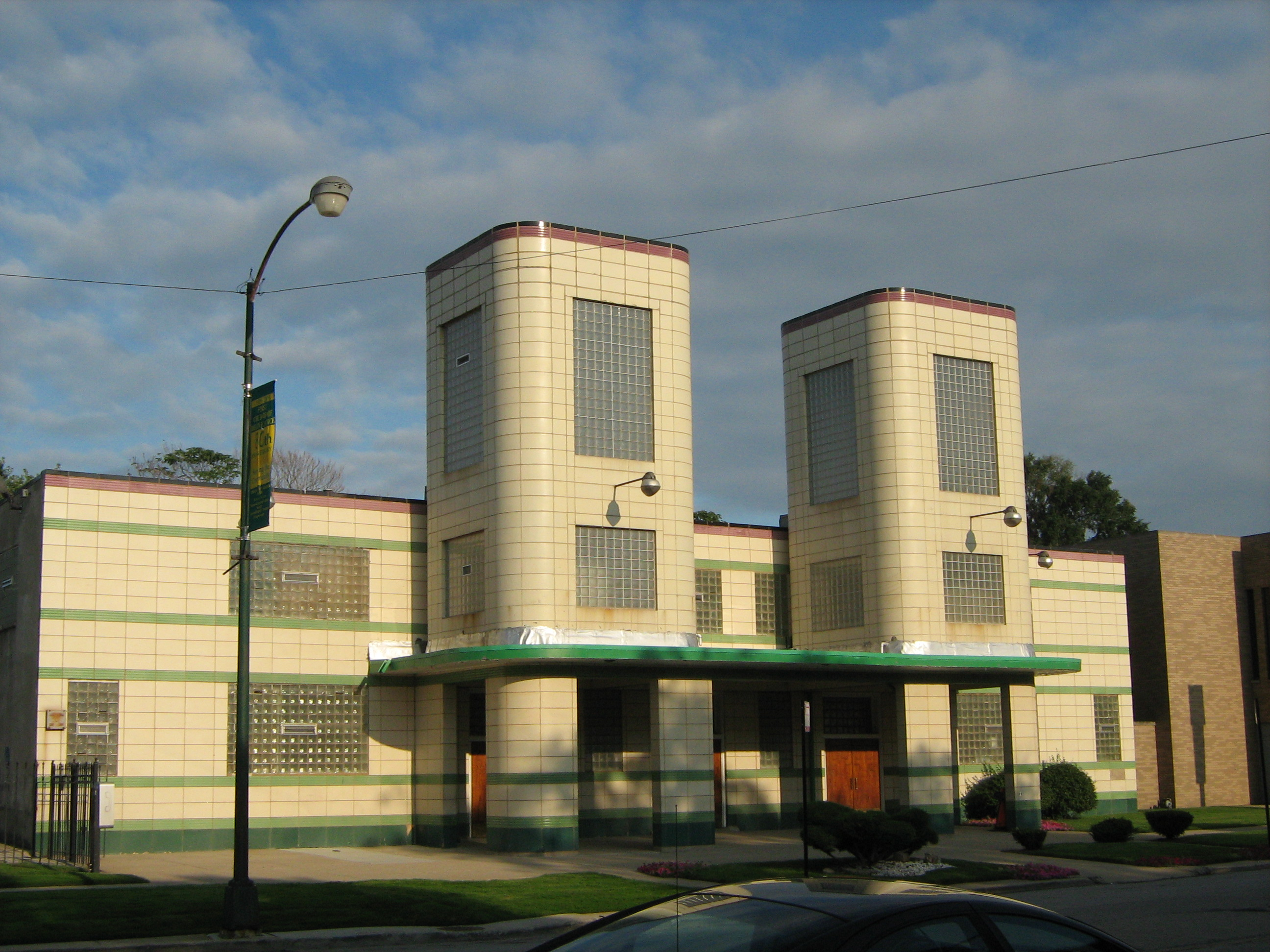
First Church of Deliverance, en Chicago, año 1939.
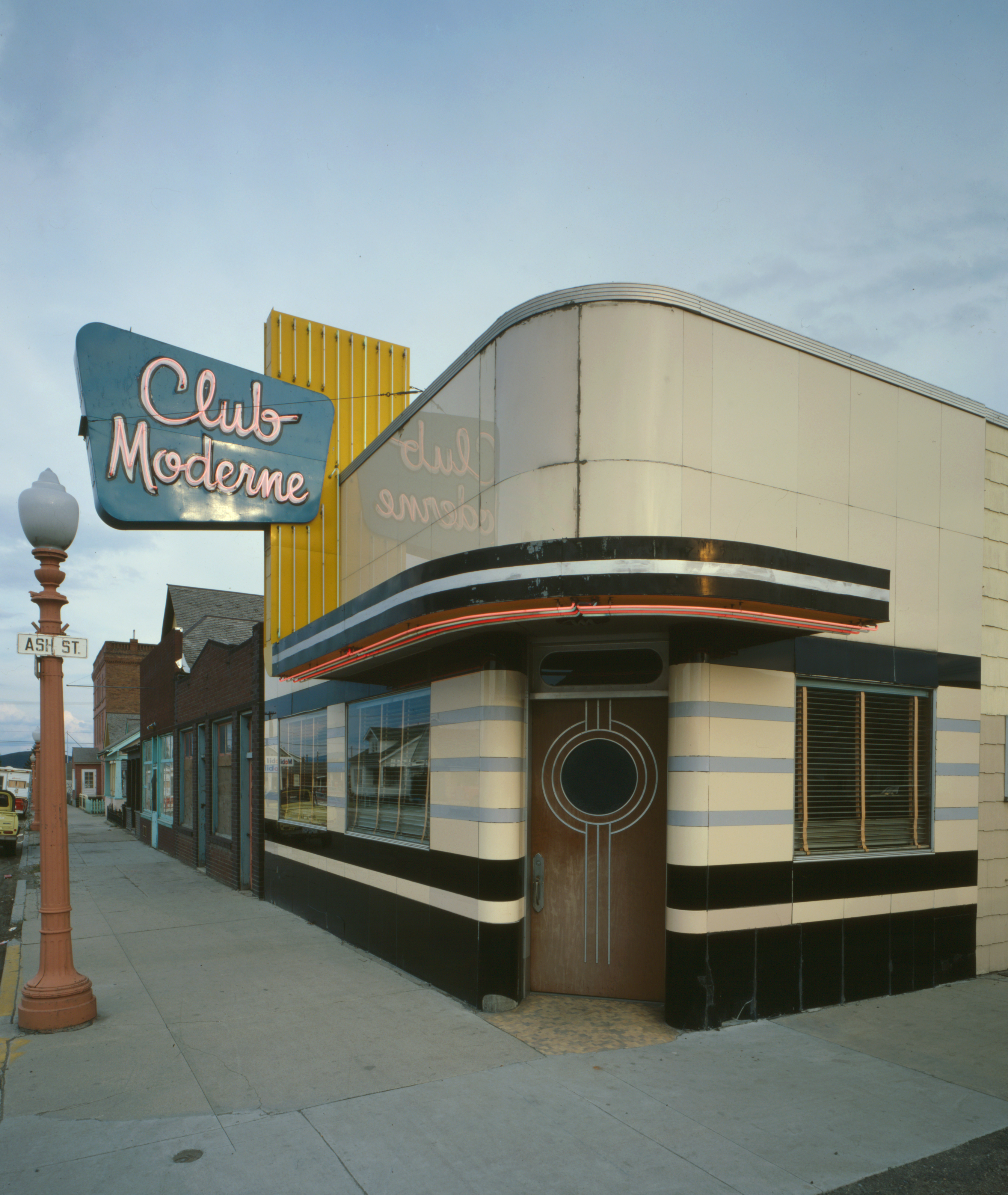
Club Moderne, año 1937.
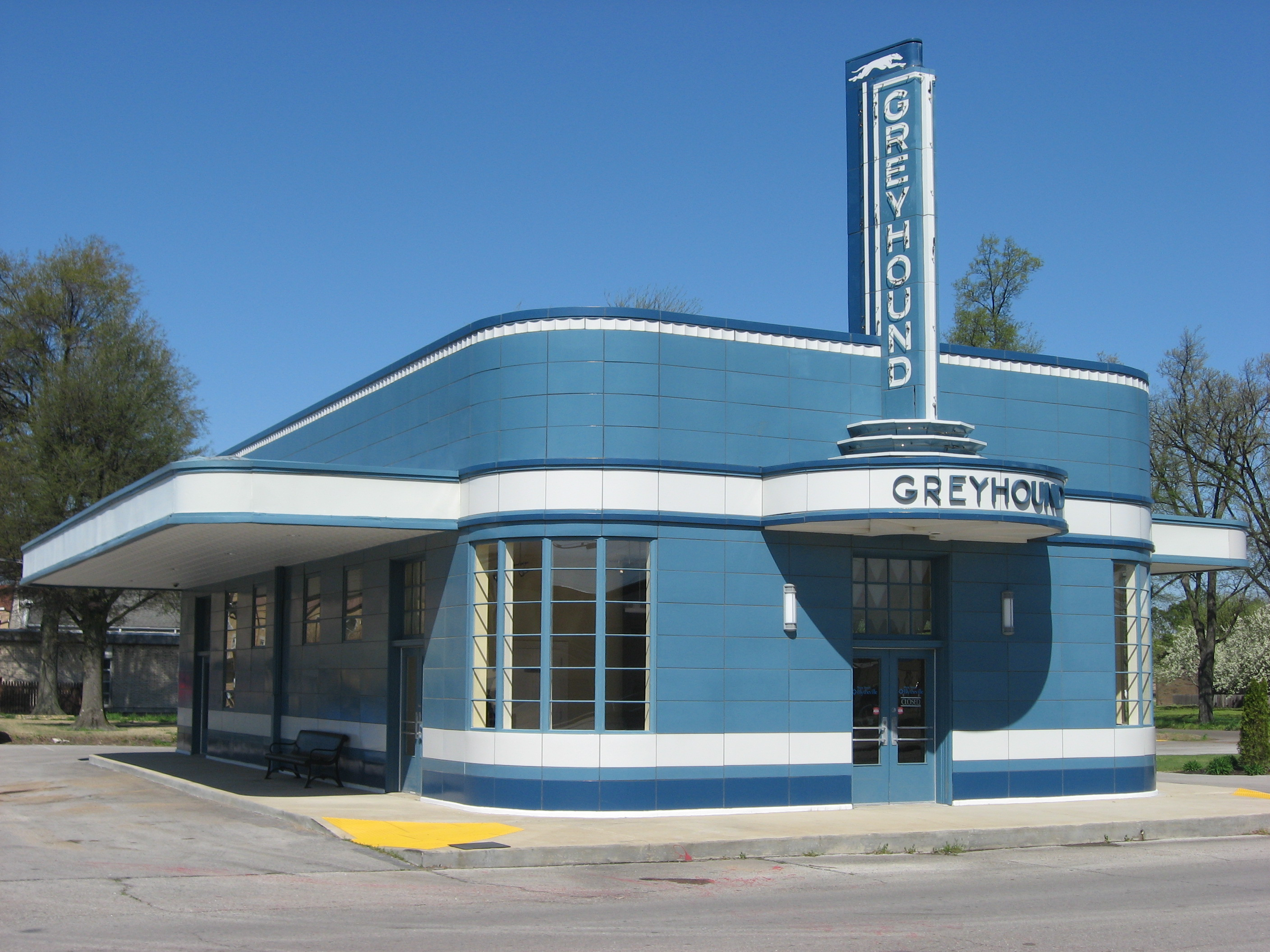
Blytheville Greyhound Bus Station, año 1937.

Ejemplos:
- 1926 — Terminal Principal del Aeropuerto de Long Beach, Long Beach, California.
- 1928 — Lockheed Vega, diseñada por John Knudsen Northrop. Una avioneta de un motor para cuatro pasajeros, famosa por se usada por Amelia Earhart.
- 1930 — Strand Palace Hotel, Londres: Foyer diseñado por Oliver P. Bernard.
- 1930-1934 — Broadway Mansions, Shanghái, diseñada por B. Flazer, de Palmer & Turner.
- 1931 — El Eaton's Seventh Floor (incluyendo el Eaton Auditorium y el restaurant Round Room) en Toronto, Canadá, diseñado por Jacques Carlu, ubicado en la ex tienda departamental Eaton's.
- 1931 — Napier (Nueva Zelanda), reconstruida en estilos art déco y streamline moderne después de un terremoto.
- 1933 — Burnham Beeches en Sherbrooke, Victoria, Australia. Arquitecto Harry Norris.
- 1933 — Zephyr, el reloj Lawson diseñado por Kem Weber para Lawson Time de Alhambra (California).
- 1933 — Merle Norman Building, Santa Mónica (California).
- 1933 — Midland Hotel, Morecambe, Inglaterra.
- 1933-1940 — El interior del Museo de Ciencia e Industria de Chicago, diseñado por Alfred Shaw .
- 1934 — Chrysler Airflow, el primer diseño de automóvil de masas aerodinámico.
- 1934 — Casa Barco, Teruel (España).
- 1935 — El SS Normandie, transatlántico de líneas modernas de la Compagnie Générale Transatlantique.
- 1935 — Ford Building (San Diego), Parque Balboa.
- 1935 — Pabellón De La Warr, Bexhill-on-Sea, Inglaterra.
- 1935 — Auditorio Pan Pacific, Los Ángeles, California.
- 1935 — Edificio Internacional de Capitalización, Ciudad de México, México.
- 1935 — El Hindenburg, asientos de pasajeros del Zeppelin.
- 1935 — El interior de la Lansdowne House en Berkeley Square en Mayfair, Londres fue rediseñado y redecorado en estilo art moderne y abre como Lansdowne Club.
- 1937 — Pabellón Belga, en la Exposición Internacional de París.
- 1937 — TAV Studios (Brenemen's Restaurant), Hollywood, California.
- 1937 — Teatro Minerva (o Metro) y Minerva Building, Potts Point, Australia.
- 1937 — Torre del bañero en el Parque Acuático de San Francisco.
- 1937 — Barnum Hall (auditorio de Colegio Secundario), Santa Mónica (California).
- 1937 — Marcado Wan Chai, Wan Chai, Hong Kong.
- 1937 — River Oaks Shopping Center, Houston (Texas).
- 1937 — Edificio El Planeta, Atlántida, Uruguay.
- 1938 — Mark Keppel High School, Alhambra, California.
- 1938 — El Normandie (hoy La Normandina), Mar del Plata, Argentina.
- 1939 — Marine Air Terminal, Aeropuerto La Guardia, New York.
- 1939 — Road Island Diner, Oakley (Utah).
- 1939 — Exposición Mundial de Nueva York de 1939.
- 1939 — Cardozo Hotel, Ocean Drive, South Beach, Miami Beach.
- 1940 — Rocola Gabel Kuro diseñada por Brooks Stevens.
- 1940 — Terminal de Ómnibus Greyhound, Ann Arbor (Míchigan).
- 1940 — Edificio Jai Alai, Avenida Taft, Manila, Filipinas.
- 1940 — Hollywood Palladium, Los Ángeles, California.
- 1940 — Estación del Union Pacific, Las Vegas (Nevada).
- 1941 — Avalon Hotel, Ocean Drive, South Beach, Miami Beach.
- 1942 — Normandie Hotel en San Juan de Puerto Rico.
- 1942 — Mercantile National Bank Building, Dallas.
- 1944 — Huntridge Theater, Las Vegas, Nevada.
- 1946 — Gerry Building, Los Ángeles, California).
- 1946 — Edificio Manhattan, Caracas, Venezuela.
- 1947 — Sears Building, Santa Mónica (California).
- 1948 — Greyhound Bus Station, Cleveland (Ohio).
- 1949 — Sault Memorial Gardens, Sault Ste. Marie (Ontario).
- 1954 — Teatro Municipal de Poitiers.